# Elkie Brooks
Elkie Brooks (ursprungligen Elaine Bookbinder), född 25 februari 1945 i  Broughton, Salford, Greater Manchester, England, är en brittisk pop-, rock-, blues- och jazzsångerska. Hon har kallats "The British Queen of Blues".
Elkie Brooks inledde sin karriär som "Manchesters svar på Brenda Lee" och turnerade under början på 1960-talet med orkesterledaren Eric Delaney och hans band. År 1970 knöts hon som sångerska till jazzrockgruppen Dada, där bland andra även sångaren Robert Palmer var medlem. Dada omformades senare till rhythm and bluesgruppen Vinegar Joe. När den gruppen lades ner år 1974 inledde hon en solokarriär och året därpå gav hon ut sin första soloskiva, Rich Man's Woman. Därefter följde en lång rad skivor under 20 års tid. Bland hennes största framgångar finns Pearl's a Singer (1977), Sunshine After the Rain (1977) och titelspåret till skivan No More the Fool (1986).